# Mabel Cahill
Mabel Esmonde Cahill (Ballyragget, 2 de abril de 1863 - 1 de janeiro de 1905) foi uma tenista britânica. Foi a primeira mulher estrangeira a ganhar um Grand Slam em outro país. 